# 成公敞
成公敞（?—?），西汉东海郡（治今山东省郯城县）人，汉哀帝时尚书仆射、尚书令。
成公敞姓成公，担任尚书仆射。前2年，孔光为光禄大夫。汉哀帝下诏让孔光推举可担任尚书令的人，孔光谢曰：“我见国家故事，尚书一职长期更换人选，没有卓越的才能，难以胜任。尚书仆射成公敞，公正勤职，办事通敏，可担任尚书令。”成公敞因为被推举，为东平国太守。